# كونستانتين ألكسندروف
كونستانتين ألكسندروف هو مصارع رياضي قيرغيزستاني، ولد في 10 أكتوبر 1969.

## وصلات خارجية
- كونستانتين ألكسندروف على موقع اللجنة الأولمبية الدولية (الإنجليزية)
- كونستانتين ألكسندروف على موقع أوليمبيديا (الإنجليزية)